# Batković
Batković (cyr. Батковић) – wieś w Bośni i Hercegowinie, w Republice Serbskiej, w mieście Bijeljina. W 2013 roku liczyła 2515 mieszkańców.